# ناوشکن کلاس تاچیکاز
دیسترویر کلاس تاچیکاز (به انگلیسی: Tachikaze-class destroyer) یک کلاس از کشتی است که طول آن ۱۴۳ متر (۴۶۹ فوت ۲ اینچ) می‌باشد.